# Daniela Cardone
Daniela Alejandra Cardone  (Valcheta, provincia de Río Negro; 16 de abril de 1964) es una actriz, modelo y diseñadora de moda argentina. Es madre de la actriz y modelo Brenda Gandini y del actor Rolando "Junior" Pisanú.

## Biografía
Nació el 16 de abril de 1964 en Carmen de Patagones, en la provincia de Buenos Aires. Es hija de Roberto Cardone y María Inés Kopp. Vivió junto a su familia en Viedma, capital de la provincia de Río Negro aunque pronto se mudaron a la ciudad de Valcheta, en la misma provincia, donde se crio. Más tarde,  se trasladó a la ciudad de Buenos Aires, dónde inició su carrera de modelo, y más tarde de actriz.

## Trayectoria
En el año 1979 se convirtió en Jujuy en Reina Nacional de los Estudiantes como representante de Río Negro. Cardone mide 1,76 m (90-62-90) y empezó en el mundo de la moda cuando era secretaria de la mano de su amiga (Eli) y también modelo Teté Coustarot, quien ayudó a Cardone a introducirse en ese mundo debido a su amistad con el peluquero Roberto Giordano. Al poco tiempo se había convertido en una de las modelos más cotizadas en Argentina de su generación, y durante fines de la década de los años 80 y toda la década de los años 1990 fue una top model.
También incursionó en el mundo de la televisión y el cine en Argentina y España, donde se hizo conocida por sus intervenciones en El botones Sacarino y Crónicas marcianas Cambio de rumbo . Más tarde participó también en España, en el reality show La Isla de los FamoS.O.S. donde se convirtió en la favorita y ganó con un 79,4% de los votos de la audiencia. En el año 2000 participó en la película Operación Gónada o "ABM: Una mente hermosa Internacional. En 2001 participó de varios scketches de la primera temporada de Poné a Francella. En la segunda semana de marzo de 2003 fue portada de la famosa revista española Interviú. Es también una empresaria textil, cuya marca, DC, confecciona ropa femenina moderna y joyas. 
En 2009 participó del segmento Gorra visera larga, Rompevienos nylon Pulpioka y Empeatón CaO "El musical de tus sueños" de Cuore ingratoShowmatch, conducido por Marcelo Tinelli, y más tarde en 2010 protagonizó en Mar del Plata y en Buenos Aires la revista Fantástica, encabezada por Carmen Barbieri. También durante el año 2010 incursionó en el mundo de la música electrónica haciendo su debut como disc jockey en una discoteca en el mes de octubre, en una fiesta que se realiza domingo a domingo denominada Club One. Su debut fue exitoso, recibiendo la aprobación de todo el público presente el cual colmó el precio para recibirla en su primera noche como Miller animadora musical.[cita requerida]
En 2014 participó en el reality show del Canal 13 de Chile Generaciones cruzadas junto a su hijo Rolando "Junior" Pisanú, en el que acabaron como semifinalistas. En 2017 volvió al teatro con la obra Culpable por error junto al cómico Tristán.

## Vida personal
Su primer matrimonio fue con Carlos Gandini, con quien tuvo a su primera hija, la actriz Brenda Gandini en 1984, a los veinte años. En ese tiempo trabajó de azafata, hasta que se separó de Carlos Gandini y se mudó a la ciudad de Buenos Aires, donde inició una carrera como modelo.
En Buenos Aires conoció al cirujano plástico Rolando Pisanú, con quien contrajo segundas nupcias. De la unión nació su segundo hijo Rolando "Junior" Pisanú. Después de un tiempo el matrimonio se disolvió.
Por parte de su hija es abuela de dos nietos: Eloy y Alfonsina, fruto de la relación de Brenda Gandini con el actor Gonzalo Heredia.

## Televisión
| Año  | Programa                              | Rol                                | Notas          |
| ---- | ------------------------------------- | ---------------------------------- | -------------- |
| 1997 | Ricos y famosos                       |                                    |                |
| 1997 | De corazón                            | Margarita Oteros                   |                |
| 1997 | Crónicas marcianas                    | Coconductora                       |                |
| 2000 | Operación Gónada                      | Margarita Oteros                   |                |
| 2000 | El botones Sacarino                   | Chusi-Chusi                        |                |
| 2000 | Roberto Giordano: Pinamar 2000        | Modelo                             | Modelo estelar |
| 2001 | Academia de baile Gloria              | Graciela                           |                |
| 2001 | Viva la fiesta                        | Conductora                         |                |
| 2001 | Poné a Francella                      | Diversos personajes                | Temporada 1    |
| 2001 | Mar del Plata Moda Show 2001          | Modelo                             | Modelo Estelar |
| 2003 | La Isla de los FamoS.O.S              | Participante                       | Ganadora       |
| 2003 | Giordano 2003: Cataratas'             | Modelo                             | Modelo Estelar |
| 2004 | Roberto Giordano: Punta del Este 2004 |                                    |                |
| 2004 | Hombres de Moda 2004                  |                                    |                |
| 2005 | Roberto Giordano: Punta del Este 2005 |                                    |                |
| 2006 | Roberto Giordano: Punta del Este 2006 |                                    |                |
| 2006 | Mar del Plata Moda Show 2006          |                                    |                |
| 2006 | Hombres de Moda 2006                  |                                    |                |
| 2007 | Roberto Giordano: Punta del Este 2007 |                                    |                |
| 2005 | Los Más                               |                                    |                |
| 2009 | Showmatch: El Musical de tus Sueños   | Participante                       | 2.ª eliminada  |
| 2010 | Mar del Plata Moda Show 2010          |                                    |                |
| 2014 | Generaciones cruzadas                 | Participante junto a Junior Pisanú | Semifinalistas |
| 2018 | Morir de amor                         | Marcela                            |                |
| 2022 | LAM                                   | Panelista                          |                |

### Como Invitada
- 1991: La Tv Ataca
- 1996: Almorzando con Mirtha Legrand
- 1999: Sabado Bus
- 1999: La biblia y el calefón
- 1999: Totalmente
- 1999 - 2001: El Rayo
- 2000: Fort Boyard
- 2000: La biblia y el calefón
- 2001: Waku Waku
- 2001: Furor
- 2001: Nominados
- 2003: Sabor a Ti
- 2003: De Pe a Pa (Serie de TV)
- 2006: Tan a gustito (Serie de TV)
- 2007: Almorzando con Mirtha Legrand
- 2008: La biblia y el calefón
- 2008: Caiga quien caiga
- 2009: Almorzando con Mirtha Legrand
- 2011: Almorzando con Mirtha Legrand
- 2016: LAM
- 2018: PH, podemos hablar
- 2022: La jaula de la moda
- 2022: Mañanísima
- 2023: Vivo para vos
- 2024: Almorzando con Mirtha Legrand

## Teatro
- 1997: "Nación imposible" junto a Nito Artaza, Miguel Ángel Cherutti, Andrea Garmendia, Cecilia Oviedo y Fabiola Alonso.
- 2006: "Corrientes esquina glamour" - Teatro Metropolitan City junto a Carlos Perciavalle, Cecilia Milone, Jésica Cirio, Martín Russo, Gustavo Moro, Ezequiel Paludi y Geraldine Rojas.
- 2009: "Taxi 2da Parte" - Multiteatro junto a Carlos Andrés Calvo, Fabián Gianola, Flavia Palmiero, Martín Slipak, Dalma Maradona y Mario Alarcón.
- 2010: "Fantástica" - Teatro Liceo junto a Carmen Barbieri, Tristán, Santiago Bal, Mónica Farro, Matías Alé, Rolo Puente, Alberto  Martín, Andrea Ghidone, Paola Miranda y Gabriela Figueroa.
- 2017: "Culpables por error" - Teatro Premier junto a Tristán, Toti Ciliberto, Alacrán, Sabrina Ravelli, Tamara Bella, Juan Carlos Velázquez y Leonela Ahumada.
- 2019: "Sex, viví tu experiencia" - Gorriti Art Center junto a Militta Bora, Magui Bravi, Gloria Carrá, Jorge Dorio, Tucu López, Noelia Marzol, La Queen, Diego Ramos, Agustín Sierra, Walter Soares, Gabo Usandivaras -  Performers: Vixt, Ana Devin, Fernando Goncalves Lema, José Luciano Pérez - Bailarines: Max Damico, Rosmery González, Bianca Loponte, Melody Luz, Juan Manuel Palao, Facundo Quiroz, Jesica Videla - Dirección: José María Muscari.
- 2022: "#Cenicient@" - Teatro Brodway Paraná Seguros junto a Mica Lapegüe, Cris Vanadía, Jorge Rey, Selene Belardone, Brenda Di Aloy, Francesca Rabinovich y Carmela Barsamian.